# 아타스

아타스(Artas)는 미국 사우스다코타주 캠벨군의 타운이다. 이 지역의 인구 수는 2010년 인구 조사에 따르면 9명이다.
아타스는 1901년 철로가 해당 지점으로 확장되었을 때 개간되었다.
아타스는 빵을 의미하는 그리스어 낱말에서 비롯된 것으로, 밀 산출 지대(휘트빌트)에 위치한다. 우체국은 1901년 아타스에 설립되었다.

## 인구
| 인구조사              | 인구 | Note  | %±     |
| --------------------- | ---- | ----- | ------ |
| 1960년                | 87   |       | —      |
| 1970년                | 73   |       | −16.1% |
| 1980년                | 43   |       | −41.1% |
| 1990년                | 28   |       | −34.9% |
| 2000년                | 13   |       | −53.6% |
| 2010년                | 9    |       | −30.8% |
| 2019 (추산)           | 8    | [ 3 ] | −11.1% |
| U.S. Decennial Census |      |       |        |